# آرون مانیلال گاندی
آرون مانیل گاندی (۱۴ آوریل ۱۹۳۴ - ۲ مهٔ ۲۰۲۳) یک فعال سیاسی هندی-آمریکایی بود. او از طریق پسر دوم ماهاتما گاندی به نام مانیل، نوه پنجم او بود. اگرچه او به عنوان یک فعال، راه پدربزرگ خود را دنبال کرد، اما از سبک زندگی زاهدانه پدربزرگش دوری گزیده‌ بود. در سال ۲۰۱۷ او هدیه خشم: و درسهای دیگر از پدربزرگ من ماهاتما گاندی (نیویورک: گالری کتابها / انتشارات جتر ۲۰۱۷) را منتشر کرد.

## اوایل زندگی
آرون گاندی در آفریقای جنوبی، با پدر و مادر و خواهرش، در شهرک ققنوس، دوربان در آفریقای جنوبی، که پدربزرگش مهندس گاندی در سال ۱۹۰۴ تأسیس کرده بود، بزرگ شد. آرون پدربزرگ خود را تا سن ۱۲ سالگی ندید (هر چند یک بار او را خیلی کوتاه در سن ۵ سالگی دیده بود) و در آن سن رفت تا به مدت دو سال (۱۹۴۶–۱۹۴۸) در سواگرام آشرام در هند با او زندگی کند. آرون تنها چند هفته قبل از ترور مهندس گاندی در جمعه دهم ژانویه ۱۹۴۸ در باغ عمارت خانه بیرلا، در دهلی نوی هند که اکنون با نام گاندی اسمریتی شناخته می‌شود، سواگرام را ترک کرد و به خانه خود در آفریقای جنوبی بازگشت.
آرون هنگام زندگی در سواگرام، نسبت به خانواده‌های بی سواد مزرعه که در مزارع اطراف کار می‌کردند از مزیت تحصیلات برخوردار بود. پدربزرگش او را ترغیب کرد بعد از مدرسه با بچه‌های همسایه بازی کند تا «یاد بگیرد زندگی در فقر چگونه است»، و همچنین آنچه را که هر روز در کلاس آموخته به آن کودکان یاد دهد، که بعداً آرون گاندی آن را به عنوان «خلاق‌ترین و روشنگرترین تجربه برای من» توصیف کرد. سرانجام، جمعیت کودکان و والدین آنها برای آموختن دروس با گاندی جوان شروع به آموختن کردند که این امر ترحم و نیاز به مشارکت را به او آموخت.

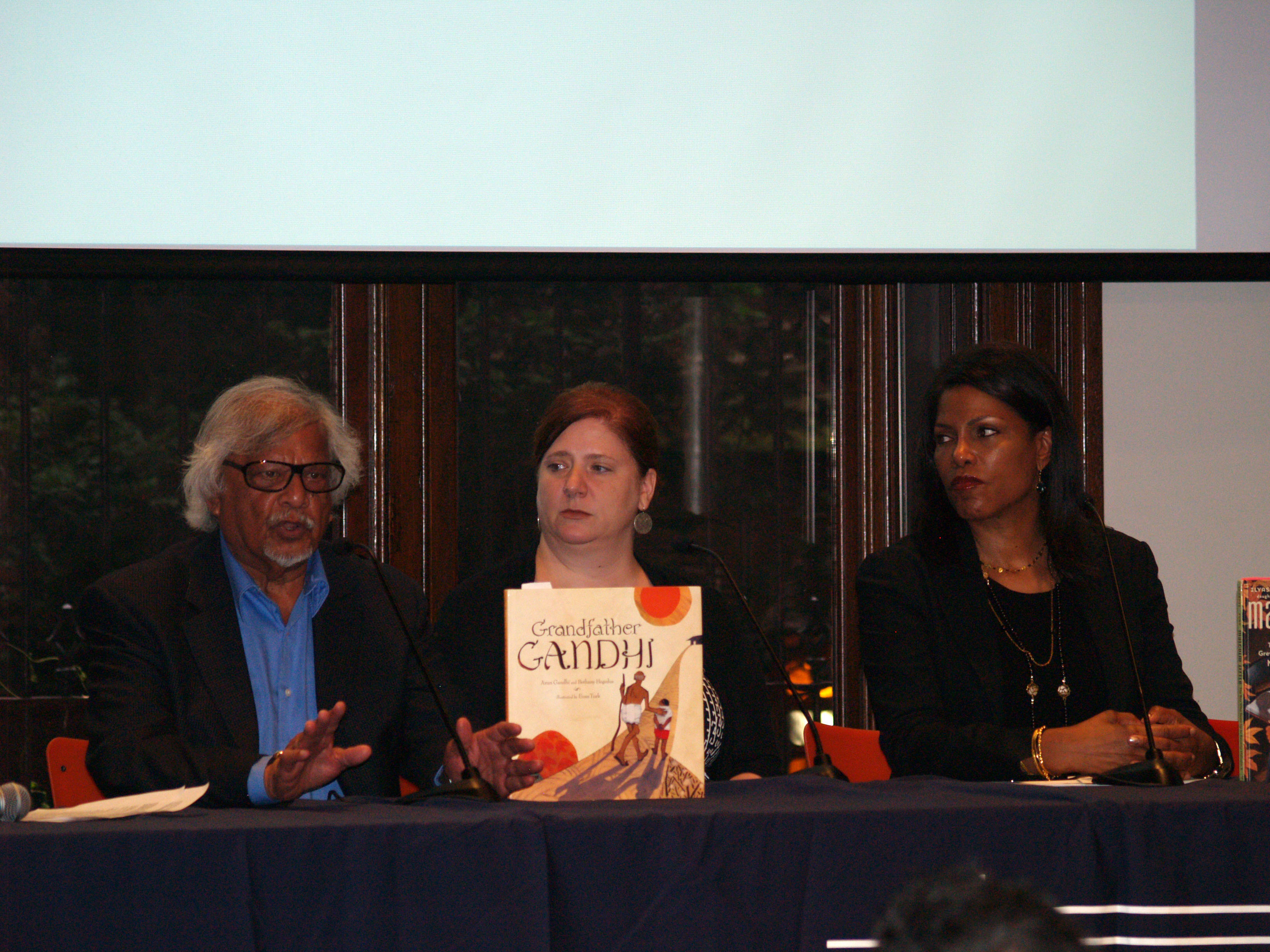
از چپ به راست: گاندی، بتانی هگدوس، نویسنده پدربزرگ گاندی، و ایلیاسا شباز، دختر مالکوم ایکس، در پنل «صلح: نسل بعدی» در جشنواره کتاب بروکلین ۲۰۱۴ بر موضوع رشد کودک از یک شخصیت سیاسی صحبت می‌کنند

## زندگی شخصی
از سال ۲۰۱۶، آرون مانیل گاندی در روچستر، نیویورک زندگی می‌کند.